# Municipio de Hastings (Dakota del Norte)
El municipio de Hastings (en inglés: Hastings Township) es un municipio ubicado en el condado de Bottineau en el estado estadounidense de Dakota del Norte. En el año 2010 tenía una población de 47 habitantes y una densidad poblacional de 0,51 personas por km².

## Geografía
El municipio de Hastings se encuentra ubicado en las coordenadas 48°46′13″N 101°10′47″O / 48.77028, -101.17972. Según la Oficina del Censo de los Estados Unidos, el municipio tiene una superficie total de 92.88 km², de la cual 92,72 km² corresponden a tierra firme y (0,17 %) 0,16 km² es agua.

## Demografía
Según el censo de 2010, había 47 personas residiendo en el municipio de Hastings. La densidad de población era de 0,51 hab./km². De los 47 habitantes, el municipio de Hastings estaba compuesto por el 97,87 % blancos, el 2,13 % eran amerindios. Del total de la población el 0 % eran hispanos o latinos de cualquier raza.